# 황쉬화

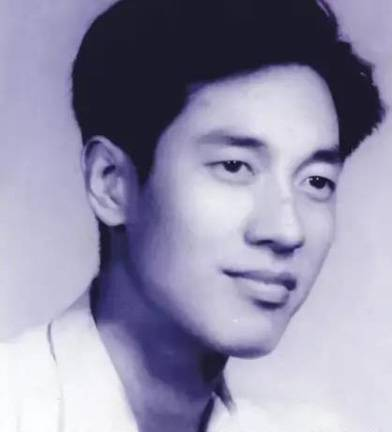
1952년 사진

황쉬화(黃旭华, 1926년 3월 12일 ~ 2025년 2월 6일)는 중국의 기계공학자이자, 중국 1세대 원자력 잠수함(091형과 092형)의 두 번째 수석 설계자였다. 그는 우한시에 있는 중국조선중공업(CZC) 산하 719연구소(핵잠수함연구소) 명예소장을 역임했으며, 중국공정원 원사이기도 했다. 그의 이름은 1987년까지 기밀에 부쳐졌다.
황쉬화는 2019년 9월 중화인민공화국 최고 명예 훈장인 공화국 훈장을 수여받았다.